# 赤星慶治
赤星 慶治（あかほし けいじ、1950年（昭和25年）9月23日 - ）は、日本の海上自衛官。第29代海上幕僚長。熊本県出身。

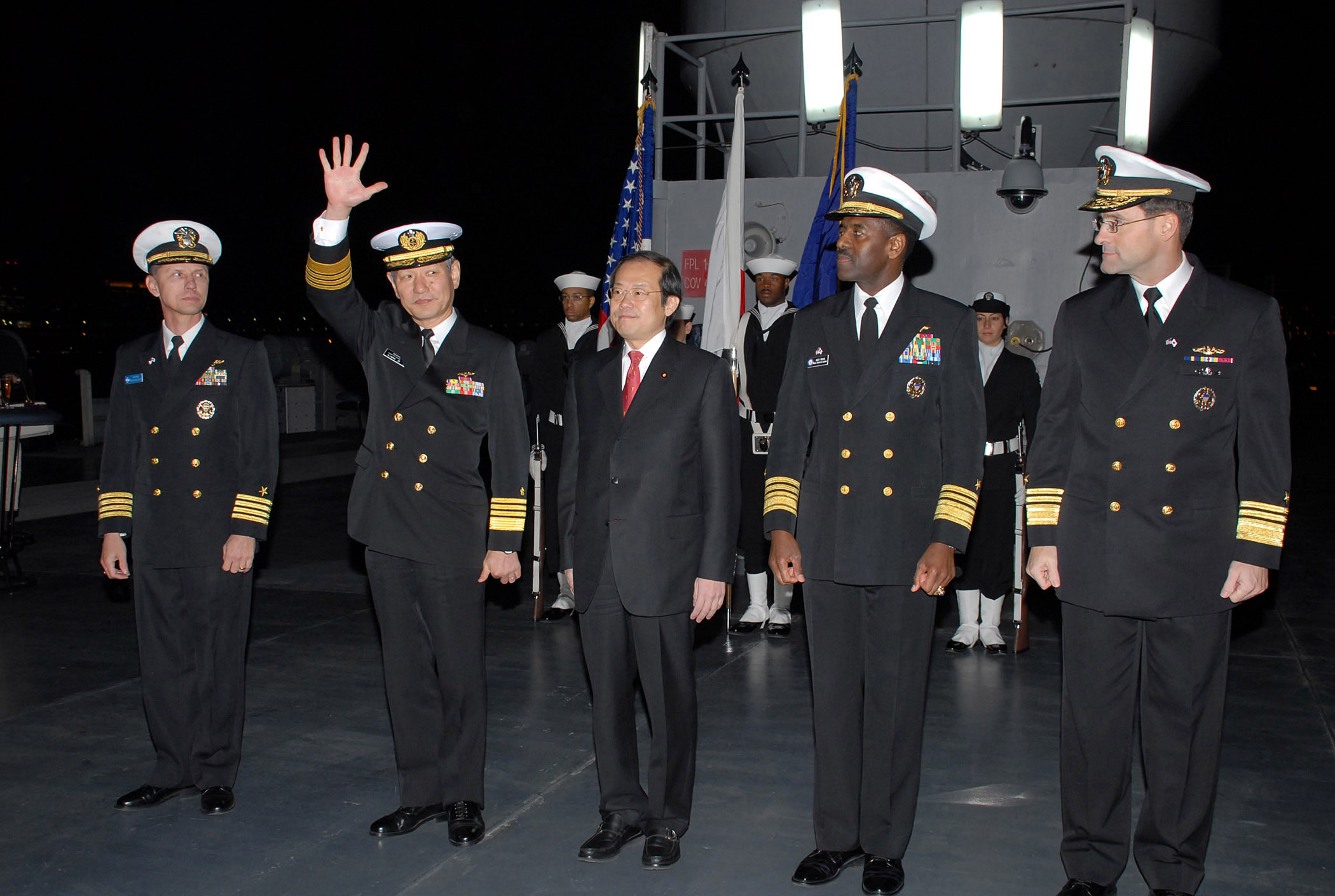
2008年、白船来日100周年を記念する式典に参加する赤星。左から2番目、手を上げて挨拶しているのが赤星。中央は江崎洋一郎。

## 略歴
哨戒機PS-1およびP-3Cのパイロット出身で、飛行時間は約4,000時間である。

## 年譜
- 1969年（昭和44年）3月：熊本県立済々黌高等学校卒業
- 1973年（昭和48年）3月：防衛大学校卒業（第17期）、海上自衛隊入隊
- 1987年（昭和62年）7月：2等海佐に昇任
- 1988年（昭和63年）3月：海上幕僚監部防衛部防衛課勤務
- 1991年（平成03年）3月：第4航空隊副長
- 1992年（平成04年）7月：1等海佐に昇任
- 1993年（平成05年）8月2日：防衛研究所所員
- 1994年（平成06年）8月1日：海上幕僚監部防衛部運用課運用第2班長
- 1996年（平成08年）8月1日：第3航空隊司令
- 1997年（平成09年）7月1日：第1航空群司令部首席幕僚
- 1999年（平成11年）3月29日：海上幕僚監部監理部総務課長
- 2001年（平成13年）3月27日：海将補に昇任、第4航空群司令
- 2002年（平成14年）3月22日：海上幕僚監部監理部長
- 2004年（平成16年）3月29日：横須賀地方総監部幕僚長
- 2005年（平成17年）3月28日：海将に昇任、第30代 航空集団司令官に就任
- 2007年（平成19年）3月28日：第37代 佐世保地方総監に就任
- 2008年（平成20年）3月24日：第29代 海上幕僚長に就任[1]
- 2010年（平成22年）7月26日：退官
- 2018年（平成30年）6月13日：水交会理事長に就任[2]
- 2020年（令和02年）
  - 6月11日：水交会会長に就任
  - 11月3日：瑞宝重光章受章[3]。

## 栄典
- 瑞宝重光章 - 2020年（令和2年）11月3日